# The Bard's Tale II: The Destiny Knight
The Bard's Tale II: The Destiny Knight is een videospel voor het platform Nintendo Entertainment System. Het spel werd uitgebracht in 1986. 